# Merløsegård
Merløsegård er ikke nogen gammel herregård. Den er oprettet som hovedgård i 1678 af Oberst Laurids Munk ved sammenlægning af to bøndergårde. Gården ligger i Store Tåstrup Sogn, Merløse Herred, Tølløse Kommune. Hovedbygningen er opført i 1928.
Bonderup/Merløsegård Godser er på 1310 hektar

## Ejere af Merløsegård
- (1678-1699) Laurids Munk
- (1699-1719) Erik Jacobsen Eilert
- (1719-1723) P. Sadolin
- (1723-1725) Johannes Christensen
- (1725-1727) Johannes Winckler
- (1727-1754) Ferdinand Anton greve af Danneskiold-Laurvig
- (1754-1763) Frederik Ludvig greve af Danneskiold-Laurvig
- (1763-1772) Peter Johansen Neergaard
- (1772-1795) Johan Thomas Petersen de Neergaard
- (1795-1796) Peter Johansen de Neergaard
- (1796-1807) Tønnes Christian Bruun de Neergaard
- (1807-1816) Frederik greve Knuth-Knuthenborg
- (1816-1856) August Adam Wilhelm Joachimsen lensgreve Moltke
- (1856-1858) Johannes Theodorus Suhr
- (1858-) Den Suhrske Stiftelse